# Langues rashad
Les langues rashad (ou langues tegali-tagoi) sont une branche de la famille de langues kordofaniennes (nigéro-congolaises),. Elles sont parlées dans le Kordofan, au Soudan.

## Langues
Les langues rashad sont :
- le tegali
- le tagoï